# Lüssower Berg (Stralsund)
Lüssower Berg ist ein Stadtgebiet im Südwesten von Stralsund. Es ist in die Stadtteile Am Lüssower Berg und Am Umspannwerk gegliedert. Namensgeber für das Stadtgebiet und einen der zwei Stadtteile war das nahe Lüssow, ein Umspannwerk der SWS Stadtwerke Stralsund gab dem zweiten Stadtteil den Namen. Im Jahr 2022 lebten hier 236 Menschen.

OSM-Karte des Stadtgebiets Lüssower Berg (2023)

Im Stadtteil Am Lüssower Berg gibt es eine Einfamilienhaussiedlung und ein Gewerbegebiet. Der Stadtteil Am Umspannwerk besteht im Wesentlichen aus einem Gewerbegebiet, zudem stehen hier einige Einfamilienhäuser.
Die Bundesstraße 95, die Bundesstraße 105 und die Bundesstraße 194 sowie Buslinien des Nahverkehrs verbinden das Stadtgebiet mit seiner Umgebung.
| Jahr | Lüssower Berg (gesamt) | Am Lüssower Berg | Am Umspann- werk | Stralsund (gesamt) |
| ---- | ---------------------- | ---------------- | ---------------- | ------------------ |
| 1992 | 297                    | 278              | 19               | 70.851             |
| 1996 | 298                    | 275              | 23               | 63.860             |
| 2000 | 260                    | 243              | 17               | 60.135             |
| 2004 | 248                    | 229              | 19               | 58.283             |
| 2008 | 234                    | 216              | 18               | 57.081             |
| 2012 | 239                    | 222              | 17               | 57.415             |
| 2016 | 225                    | 206              | 19               | 59.139             |
| 2020 | 221                    |                  |                  | 59.290             |